# Arminda striatifrons
Arminda striatifrons är en insektsart som beskrevs av Günther Enderlein 1929. Arminda striatifrons ingår i släktet Arminda och familjen gräshoppor. Inga underarter finns listade i Catalogue of Life.